# Pseudophilautus leucorhinus
Pseudophilautus leucorhinus é uma espécie de anfíbio da família Rhacophoridae. Foi endémica do Sri Lanka.